# Eusphaeriodesmus robustus
Eusphaeriodesmus robustus är en mångfotingart som först beskrevs av Pocock 1909.  Eusphaeriodesmus robustus ingår i släktet Eusphaeriodesmus och familjen Sphaeriodesmidae. Inga underarter finns listade i Catalogue of Life.